# رئيس هونغ كونغ التنفيذي
رئيس هونغ كونغ التنفيذي (بالصينية: 香港行政長官) هو رأس الدولة وممثّلها في منطقة هونغ كونغ الإدارية الخاصَّة التابعة لجمهورية الصين الشعبية، ورأس حكومة هونغ كونغ. أنشأ هذا المنصب للتعويض عن منصب محافظ هونغ كونغ الذي كان مستعملاً في عهد هونغ كونغ البريطانية، حيث كان يُعيِّنه ملك المملكة المتحدة. فَرَض للمرة الأولى وجود هذا المنصب قانون هونغ كونغ الأساسي الذي وضع في أعقاب الإعلان الصيني البريطاني المشترك عام 1984، وبدأ استعماله رسمياً في 1 يوليو عام 1997 إثر نقل ملكية هونغ كونغ من المملكة المتحدة إلى جمهورية الصين الشعبية.
من بين وظائف رئيس هونغ كونغ التنفيذي ترشيح أشخاصٍ مناسبين لشغل الوظائف الرئيسية في حكومة هونغ كونغ، حيث تتولى حكومة جمهورية الصين الشعبية رفضهم أو تنصيبهم. كما يتولَّى الرئيس التنفيذي تأسيس العلاقات الدبلوماسية، وتنصيب القضاة في محاكم الدولة، والموافقة على التشريعات التي يصدرها مجلس هونغ كونغ التشريعي، ومنح الألقاب التشريفية. يمنح قانون هونغ كونغ الأساسي طيفاً واسعاً من الصلاحيات للرئيس التنفيذي، إلا أنه يلزم الرئيس التنفيذي قبل اتخاذ أيّ قرارٍ سياسي هام، مثل تقديم تقارير إلى المجلس التشريعي أو إنشاء تشريع إضافي أو حل المجلس التشريعي، بأن يقدم أولاً على استشارة مجلس هونغ كونغ التنفيذي.
يترأَّس رئيس هونغ كونغ التنفيذي قمَّة هرم الصلاحيات الحكومية والسياسية، ويحمل عدداً من الألقاب التشريفية مثل رئيس هرم الأسبقية في هونغ كونغ. يقيم الرئيس التنفيذي رسمياً في مقر الحكومة بمنطقة سنترال على جزيرة هونغ كونغ. تشغل المنصب حالياً كاري لام بعد فوزها في الانتخابات الرئاسية لعام 2017 خلفاً للرئيس ساي لوينغ .

## قائمة الرؤساء التنفيذيين لهونغ كونغ
| № | الصورة             | الاسم باللغة الصينية (الميلاد–الوفاة) | الفترةالمدة        | الفترةالمدة   | الانتخابات                                                  | الموقف السياسي | الحكومة (الأحزاب السياسية المشاركة)                        | المعين (رئيس مجلس الدولة الصيني) | Ref.   |
| - | ------------------ | ------------------------------------- | ------------------ | ------------- | ----------------------------------------------------------- | -------------- | ---------------------------------------------------------- | -------------------------------- | ------ |
| 1 |                    | تونغ تشو هوا 董建華 (مواليد 1937)     | 1 يوليو 1997       | 12 مارس 2005  | 1996                                                        | Pro-Beijing    | Tung I (DAB • LP)                                          | لي بنغ                           | [ 8 ]  |
| 1 | 2002               | تونغ تشو هوا 董建華 (مواليد 1937)     | 1 يوليو 1997       | 12 مارس 2005  | Tung II (DAB • اتحاد نقابات عمال هونغ كونغ • LP • TA)       | Pro-Beijing    | زهو رونغجي                                                 | [ 9 ]                            |        |
| 1 | 2002               | تونغ تشو هوا 董建華 (مواليد 1937)     | 7 سنوات، و255 أيام |               | Tung II (DAB • اتحاد نقابات عمال هونغ كونغ • LP • TA)       | Pro-Beijing    | زهو رونغجي                                                 | [ 9 ]                            |        |
| 2 |                    | دونالد تسانغ 曾蔭權 (مواليد 1944)     | 21 يونيو 2005      | 30 يونيو 2012 | 2005                                                        | Pro-Beijing    | Tsang I (DAB • اتحاد نقابات عمال هونغ كونغ • LP • TA)      | ون جيا باو                       | [ 10 ] |
| 2 | 2007               | دونالد تسانغ 曾蔭權 (مواليد 1944)     | 21 يونيو 2005      | 30 يونيو 2012 | Tsang II (DAB • LP • اتحاد نقابات عمال هونغ كونغ • TA • ES) | Pro-Beijing    | [ 11 ]                                                     | ون جيا باو                       |        |
| 2 | 2007               | دونالد تسانغ 曾蔭權 (مواليد 1944)     | 7 سنوات، و10 أيام  |               | Tsang II (DAB • LP • اتحاد نقابات عمال هونغ كونغ • TA • ES) | Pro-Beijing    | [ 11 ]                                                     | ون جيا باو                       |        |
| 3 |                    | ساي ليانغ 梁振英 (مواليد 1954)        | 1 يوليو 2012       | 30 يونيو 2017 | 2012                                                        | Pro-Beijing    | Leung (DAB • اتحاد نقابات عمال هونغ كونغ • BPA • NPP • LP) | ون جيا باو                       | [ 12 ] |
| 3 | 5 سنوات، و0 أيام   | ساي ليانغ 梁振英 (مواليد 1954)        |                    |               | 2012                                                        | Pro-Beijing    | Leung (DAB • اتحاد نقابات عمال هونغ كونغ • BPA • NPP • LP) | ون جيا باو                       | [ 12 ] |
| 4 |                    | كاري لام 林鄭月娥 (مواليد 1957)       | 1 يوليو 2017       | 30 يونيو 2022 | 2017                                                        | Pro-Beijing    | Lam (DAB • BPA • اتحاد نقابات عمال هونغ كونغ • LP • NPP)   | لي كه تشيانغ                     | [ 13 ] |
| 4 | 5 سنوات، و0 أيام   | كاري لام 林鄭月娥 (مواليد 1957)       |                    |               | 2017                                                        | Pro-Beijing    | Lam (DAB • BPA • اتحاد نقابات عمال هونغ كونغ • LP • NPP)   | لي كه تشيانغ                     | [ 13 ] |
| 5 |                    | جون لي 李家超 (مواليد 1957)           | 1 يوليو 2022       | في المنصب     | 2022                                                        | Pro-Beijing    | Lee (DAB • اتحاد نقابات عمال هونغ كونغ • BPA • NPP • LP)   | لي كه تشيانغ                     | [ 14 ] |
| 5 | 2 سنوات، و264 أيام | جون لي 李家超 (مواليد 1957)           |                    |               | 2022                                                        | Pro-Beijing    | Lee (DAB • اتحاد نقابات عمال هونغ كونغ • BPA • NPP • LP)   | لي كه تشيانغ                     | [ 14 ] |

1. Successive fixed five-year CE terms in which incumbent
2. Resigned, أمين عام الشؤون الإدارية (هونغ كونغ) دونالد تسانغ served as acting chief executive from 12 مارس to 25 May 2005 and وزير المالية (هونغ كونغ) هنري تانغ acted from 25 May to 21 يونيو 2005.